# Lovenella chiquita
Lovenella chiquita är en nässeldjursart som beskrevs av Wilfrid Arthur Millard 1959. Lovenella chiquita ingår i släktet Lovenella och familjen Lovenellidae. Inga underarter finns listade i Catalogue of Life.